# Muscle trapèze (anatomie humaine)
Pour les articles homonymes, voir Trapèze (homonymie).
 (juillet 2015).
Si vous disposez d'ouvrages ou d'articles de référence ou si vous connaissez des sites web de qualité traitant du thème abordé ici, merci de compléter l'article en donnant les références utiles à sa vérifiabilité et en les liant à la section « Notes et références ».
Le muscle trapèze est un muscle de la loge postérieure de l'épaule, de la nuque, et du tronc, appartenant aux muscles de la ceinture du membre thoracique. Il est très vaste et occupe toute la région supérieure du dos à la manière formant avec son homologue controlatéral un losange, d'où son nom.

## Description
Le muscle trapèze fait partie des muscles hypaxiaux du dos et recouvre la nuque, le tronc et l'épaule.
C'est un muscle pair large et triangulaire.
Le muscle trapèze est constitué de trois parties : une partie descendante ou supérieure, une partie transverse et une partie ascendante ou inférieure.

## Origine

### Partie descendante
La partie descendante nait du tiers médial de la ligne nuchale supérieure sur l'os occipital  juste après l'insertion du muscle sterno-cléido-mastoïdien, et jusqu'à la protubérance occipitale externe et du ligament de la nuque.

### Partie transverse
La partie transverse nait du sommet des processus épineux de la septième vertèbre cervicale et des cinq premières vertèbres thoraciques et des ligaments inter-épineux correspondants.

### Partie ascendante
La partie ascendante nait du sommet des processus épineux de la sixième à la onzième vertèbre dorsale et des ligaments inter-épineux correspondants, quelquefois jusqu'à la douzième vertèbre thoracique.

## Trajet
Les fibres des trois parties convergent : la partie descendante est oblique en bas et en dehors, la partie transverse est grossièrement horizontal et la partie ascendante est oblique en haut et en dehors.

## Insertion

### Partie descendante
La partie descendante se termine sur le bord postérieur et légèrement sur la face supérieure du tiers latéral de la clavicule.

### Partie transverse
La partie transverse se termine sur le bord médial de l'acromion et la lèvre supérieure du bord postérieur de l'épine de la scapula.
Ente le tendon d'insertion et l'épine, s'interpose la bourse subtendineuse du muscle trapèze (ou bourse séreuse du tendon du trapèze).

### Partie ascendante
La partie ascendante se termine par une aponévrose qui s'insère sur le bord postérieur de l'épine de la scapula.
- Partie descendante.
- Partie transverse.
- Partie ascendante.

## Innervation
Le muscle trapèze est innervé :
- par le nerf accessoire (XIe Paire Crânienne) pour le faisceau supérieur.
- par le nerf du trapèze (Racines C3-C4) pour les faisceaux moyen et inférieur

## Action
- Son faisceau supérieur permet de
  - hausser les épaules (uni/bilatéralement),
  - d'étendre la tête en arrière (bilatéralement),
  - de tourner la tête controlatéralement au muscle et de l'incliner homolatéralement (en contraction unilatérale)
- Son faisceau moyen permet :
  - de rapprocher la scapula de la colonne vertébrale
  - de tirer l'épaule en arrière.
  - de faire une sonnette externe de la scapula.
- Son faisceau inférieur permet :
  - d'abaisser les épaules
  - de faire basculer en dehors l'angle inférieur de la scapula (sonnette latérale)[5].

Les trois faisceaux du trapèze ont également un rôle stabilisateur de la scapula.

## Rapports
Le muscle est en rapport:
- en arrière, avec la peau (à laquelle il est uni par un tissu cellulaire serré);
- en avant avec les muscles spinaux, grand dorsal, supra-épineux, dentelé postérosupérieur, rhomboïdes, élévateur de la scapula, splénius et semi épineux.

## Culture physique
Il est possible de développer le volume, ou la force, des trapèzes et des épaules à l'aide d'exercices de musculation, dont un exemple peut être les « Shrugs » (haussement des épaules en portant des charges dans les mains).
La plupart des exercices à poids de corps qui font travailler les bras (pompes, tractions, burpees, etc.) font également travailler les trapèzes.
Le trapèze intervient à la fois comme muscle stabilisateur et synergique dans l'exercice du soulevé de terre.

## Galerie

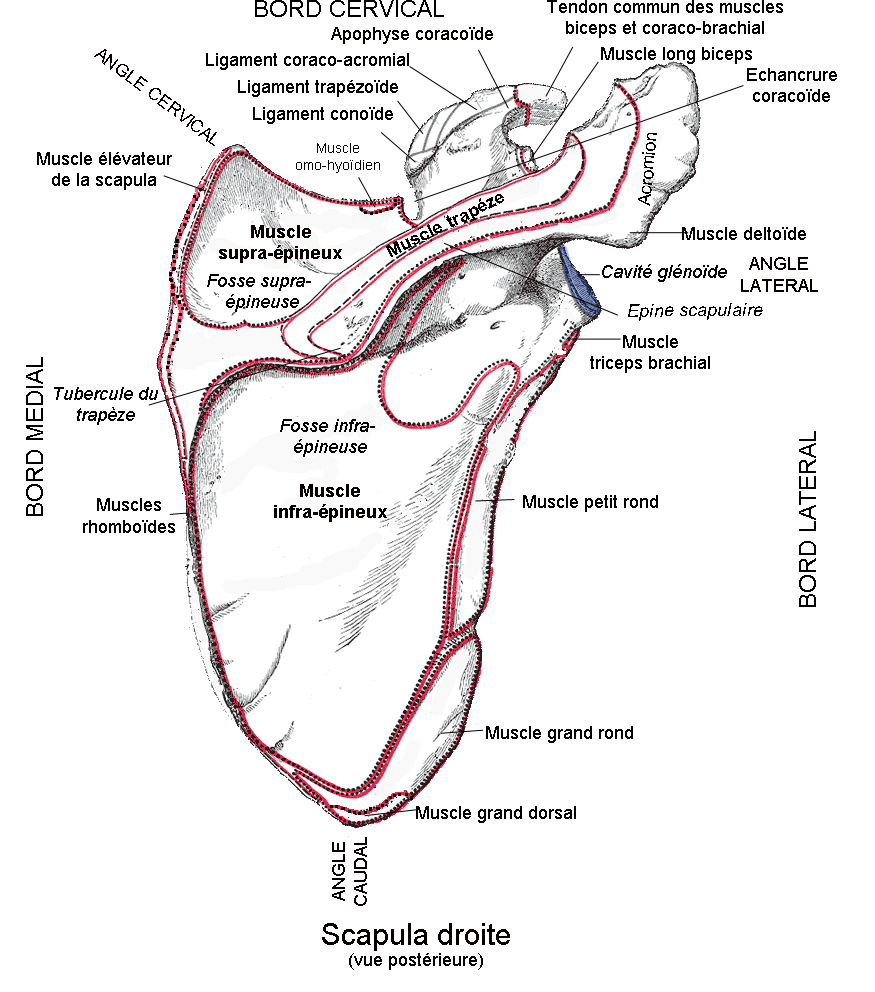
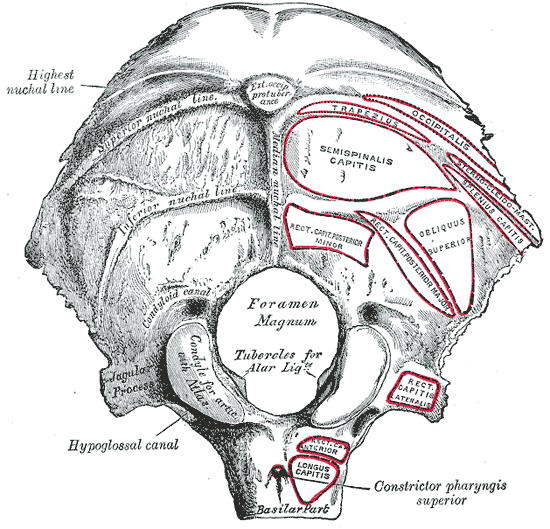
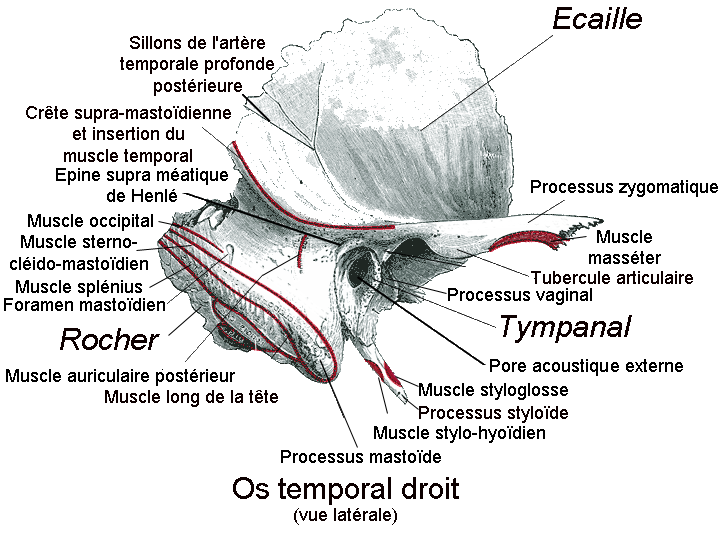
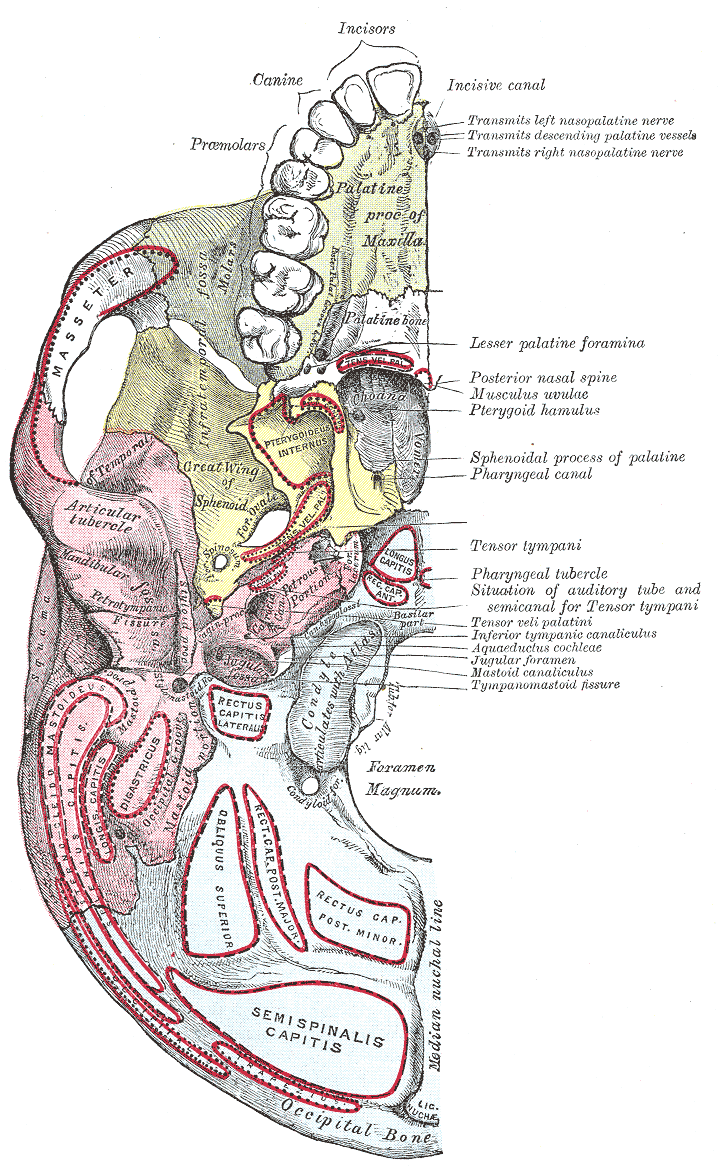
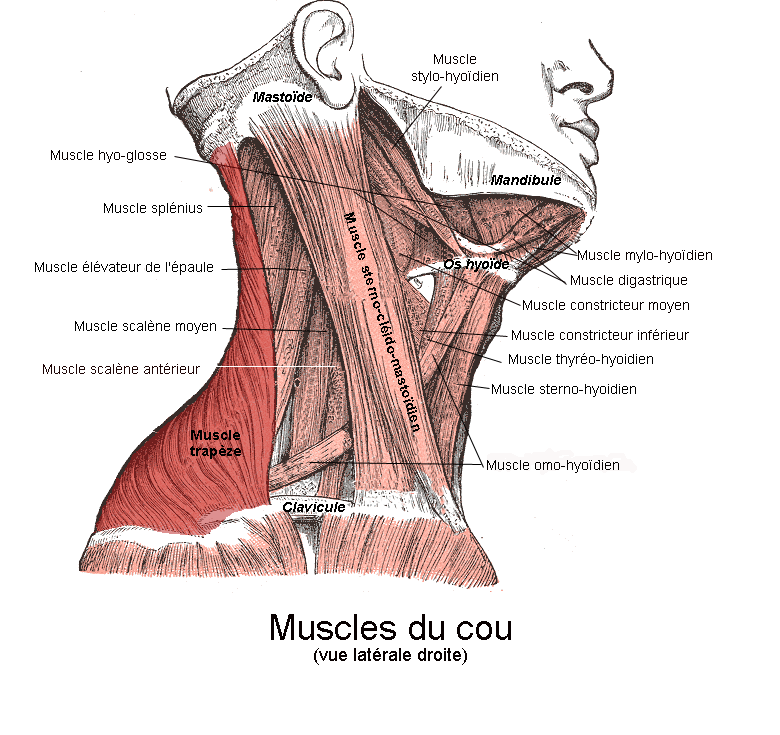